# Лейсі Тауншип (Нью-Джерсі)
Лейсі Тауншип (англ. Lacey Township) — селище (англ. township) в США, в окрузі Оушен штату Нью-Джерсі. Населення — 28 655 осіб (2020).

## Демографія
Згідно з переписом 2010 року, у селищі мешкали 27 644 особи в 10 183 домогосподарствах у складі 7604 родин. Було 11573 помешкання
Расовий склад населення:
| - 96,2 % — білих - 0,8 % — азіатів - 0,6 % — чорних або афроамериканців - 0,1 % — корінних американців - 1,1 % — осіб інших рас |

До двох чи більше рас належало 1,1 %. Частка іспаномовних становила 4,7 % від усіх жителів.
За віковим діапазоном населення розподілялося таким чином: 23,1 % — особи молодші 18 років, 62,1 % — особи у віці 18—64 років, 14,8 % — особи у віці 65 років та старші. Медіана віку мешканця становила 41,3 року. На 100 осіб жіночої статі у селищі припадало 96,6 чоловіків;  на 100 жінок у віці від 18 років та старших — 93,5 чоловіків також старших 18 років.
Середній дохід на одне домашнє господарство  становив 85 411 долар США (медіана — 71 714), а середній дохід на одну сім'ю — 96 900 доларів (медіана — 83 519). Медіана доходів становила 64 849 доларів для чоловіків та 43 865 доларів для жінок. За межею бідності перебувало 8,9 % осіб, у тому числі 15,3 % дітей у віці до 18 років та 4,7 % осіб у віці 65 років та старших.
Цивільне працевлаштоване населення становило 13 620 осіб. Основні галузі зайнятості: освіта, охорона здоров'я та соціальна допомога — 28,6 %, роздрібна торгівля — 11,3 %, будівництво — 9,4 %, науковці, спеціалісти, менеджери — 9,3 %.